# Kifaya

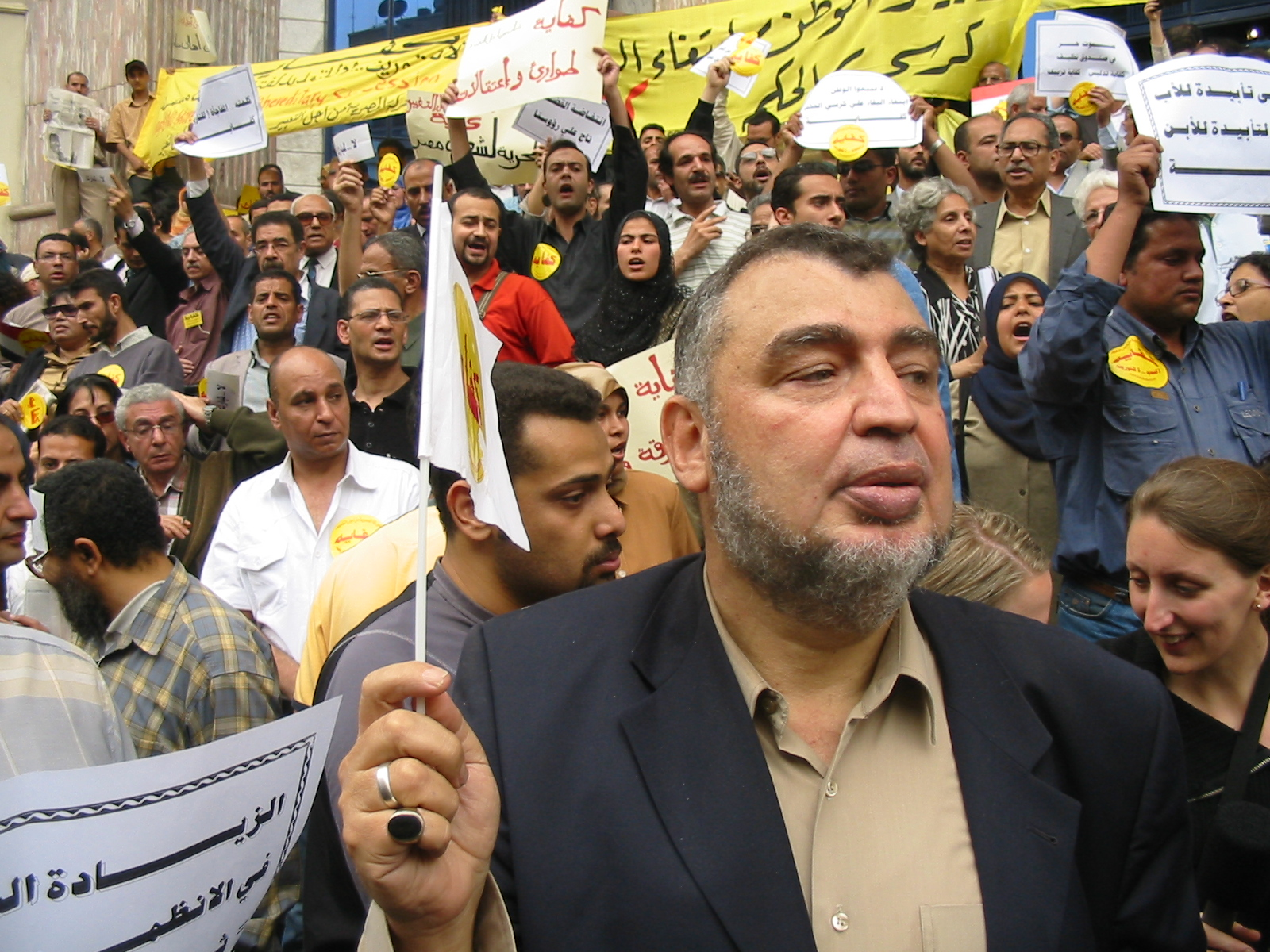
Des militants de Kefaya organisent une manifestation contre Moubarak, devant le Syndicat de la presse, le 27 avril 2005.

Kifaya, souvent transcrit « kifaya », voire « kefaya », est un mouvement d'opposition au gouvernement de Hosni Moubarak, qui se nomme également « Mouvement égyptien pour le changement » ou « Mouvement égyptien pour l'ajournement de l'amendement [de la constitution] » (arabe : الحركة المصرية من أجل التغيير).
Le terme كفايه signifie « ça suffit ! », « stop ! », voire « il y en a marre ! ». Bien que le mot « kifāya » soit également employé par d'autres mouvements, notamment au Liban, dans les médias, ce slogan désigne sans ambiguïté le Mouvement égyptien pour le changement.
Ses fondateurs sont Saad Bahaar, ingénieur en informatique, et Hisham Morsy, physicien petit-fils de Youssef al-Qaradâwî.
Ce groupement politique a été créé en juillet 2004 au Caire, sans statut légal de parti (seuls quatre partis sont alors autorisés par le gouvernement égyptien), par le rassemblement de militants de diverses tendances laïques, estudiantines ou ouvrières, parfois d'anciens activistes des années 1970 ou même de nassériens, transcendant les clivages politiques. Ils sont opposés au régime de Moubarak et à son pro-américanisme, supposé ou réel. Kifāya s'est fait connaître du grand public lors d'une manifestation dans les rues de la capitale le 12 décembre 2004, appelant à une large réforme démocratique du système politique égyptien. D'autres défilés ont suivi. Le 27 avril 2005, quinze villes ont vu des marches de protestation (vite débandées par les Forces de sécurité intérieure) se mettre en route sous la houlette de Kifāya. Celui du 12 décembre 2006 était considéré par ses organisateurs comme le deuxième anniversaire de Kifāya. Les quelque 250 pétitionnaires qui y avaient pris part tentaient d'accéder aux abords d'un bâtiment gouvernemental. Par la suite, certains de ses membres ont été arrêtés par les autorités égyptiennes en raison d'un rassemblement illégal[réf. souhaitée].

## Organisation non religieuse
Malgré quelques accusations portées par les milieux proches du gouvernement, Kifāya se démarque des mouvances de l'islam politique et réciproquement. Même si les Frères musulmans ont soutenu ses appels à une démocratisation des institutions, cette prise de position était formelle et officielle, afin de pouvoir tendre l'autre main à Hosni Moubarak pour augmenter leur emprise sur la vie politique nationale ou, du moins, n'en rien perdre, tout en étant menacé en permanence par le régime : les Frères musulmans avaient jusqu'en 2010 88 députés (soit 19,4 %) « non affiliés », puisque le parti n'a pas d'existence légale, en conformité avec la constitution qui interdit l'accès des mouvements non laïcs à la politique.

## Positions
Kifāya rêve d'une mobilisation populaire et massive. Pour la chercheuse Samira Mahfoudi, du Centre d’études et de documentation économique, juridique et sociale, au Caire : « Le mouvement Kifāya joue un rôle indéniable, il participe au développement de la société civile, pouvant, de ce fait, se faire l'écho des réformes politiques ». Elle poursuit : « Toutefois, [Kifāya] doit se faire entendre de la communauté internationale […], qui pourrait avoir un impact sur le régime qui se suffit à lui-même. »
L'un des slogans de Kifāya, « كفايه عسكر كفايه استبداد كفايه استغلال كفايه خمسين سنة » (« Assez de l'armée ! Assez de l'autoritarisme ! Assez de l'exploitation ! Assez des cinq mandats ! ») ne résume pas entièrement la position du mouvement : Kifāya entend s'opposer à un gouvernement accusé de népotisme, de corruption passive, de délaisser le secteur public, de ne pas maîtriser l'inflation tout en organisant la gabegie, mais aussi de recourir allègrement à la censure des médias, d'employer facilement la torture, d'utiliser les troupes de police et des forces militaires à des fins autres que la seule sécurité de la population vis-à-vis des actions violentes de mouvements extrémistes se réclamant de l'islam politique.
De plus, Kifāya soupçonnait Hosni Moubarak de ne pas se satisfaire de ses cinq mandats (il a succédé à Anouar el-Sadate le 14 octobre 1981), dont seul le dernier a été acquis lors d'un scrutin présenté comme « multipartite », et de vouloir organiser un référendum qui lui aurait donné toute liberté d'amender la constitution républicaine à sa guise, ce qui lui aurait permis, essentiellement, de faciliter l'accession de son second fils, Gamal (secrétaire du Parti national démocratique, chargé de la stratégie politique), aux fonctions présidentielles, pavant ainsi la route pour « une démocratie dynastique ».
Lors de l'élection présidentielle de septembre 2005, Kifāya avait appelé la population au boycott total du scrutin, accusant le gouvernement de mettre en place un système de fraude massive et de gêner l'élection par un état d'urgence.

## Politique extérieure
Kifāya ne borne pas son expression à la politique interne ; ainsi, Israël se voit taxé de racisme sioniste dans un texte publié sur Kefaya.org (en anglais et en arabe) à propos du conflit israélo-libanais de 2006 :

« Le mouvement Kifāya appelle les peuples arabes à utiliser le pétrole comme moyen de pression — L'État sioniste raciste met en place une politique de génocide barbare organisé à l'encontre du Liban. Il a pour but de détruire l'esprit de résistance au Liban et dans la région et de ramener le Liban à des conditions similaires à celles du Moyen Âge, de la même manière que ce qui était prévisible lors de l'agression américaine contre l'Irak. »
Alors que Hosni Moubarak a adopté une attitude de neutralité vis-à-vis des États-Unis lors de la deuxième invasion de l'Irak, Kifāya s'est montrée nettement moins réservée, partageant le sentiment largement répandu en Égypte que le président fait preuve de faiblesse, tant vis-à-vis de la politique américaine que de celle du gouvernement israélien.
La proposition de remodelage du Grand Moyen-Orient présentée par l'administration Bush lors du sommet du G8, en juin 2004, n'a été vue par Kifāya que comme une variante encore plus dangereuse d'un « Nouvel ordre mondial », réactualisée et nourrie de la théorie du Choc des civilisations, un sentiment partagé par la quasi-totalité des pays concernés, à l'exception des autorités israéliennes.